# Ergasilus suboculatus
Ergasilus suboculatus is een eenoogkreeftjessoort uit de familie van de Ergasilidae. De wetenschappelijke naam van de soort is voor het eerst geldig gepubliceerd in 1871 door Hesse.